# Élan Béarnais Pau-Lacq-Orthez
Élan Béarnais Pau-Lacq-Orthez (bis 1989 Élan Béarnais Orthez; 1989–2008 Élan Béarnais Pau-Orthez) ist einer der wichtigsten französischen Basketballvereine.
Der Klub wurde neunmal französischer Basketballmeister und dreimal französischer Pokalsieger. Zudem gewann er 1984 den Korać-Cup.
Die Heimspiele werden im Palais des Sports de Pau ausgetragen. 2009 musste der Verein nach 34 Jahren ununterbrochener Zugehörigkeit zur Pro A in die Pro B absteigen, seit 2010 ist er aber wieder in der Pro A, der höchsten Spielklasse in Frankreich, vertreten.

## Erfolge
National
- Französischer Meister (9): 1986, 1987, 1992, 1996, 1998, 1999, 2001, 2003, 2004
- Französischer Pokalsieger (3): 2002, 2003, 2007
- Tournois des As (3): 1991, 1992, 1993
- Semaine des As: 2003

International
- Sieger des Korać-Cup: 1984

## Wichtige ehemalige Spieler
- Boris Diaw
- Ian Mahinmi
- Gheorghe Mureșan
- Johan Petro
- Mickaël Piétrus
- Antoine Rigaudeau
- Narcisse Ewodo
- Alexis Ajinça
- Allan Ray
- Yannick Bokolo